# 18e étape du Tour de France 2024
Pour un article plus général, voir Tour de France 2024.
La 18e étape du Tour de France 2024 se déroule le jeudi 18 juillet 2024 entre Gap (Hautes-Alpes) et Barcelonnette (Alpes-de-Haute-Provence), sur une distance de 179,6 kilomètres.

## Parcours
Cinq cols de 3e catégorie sont au programme de cette étape de moyenne montagne parcourue aux alentours de 1 000 m d'altitude entre Gap et Barcelonnette.

## Déroulement de la course
Une importante échappée de 37 puis 36 baroudeurs se forme à partir du km 30 et augmente régulièrement son avance sur le peloton durant toute l'étape. De nombreuses tentatives pour sortir restent vaines parmi les échappés, endiguées notamment par Bart Lemmen (Visma-Lease a Bike) au profit de Wout van Aert. Dans la dernière difficulté du jour, la côte des Demoiselles Coiffées, à une quarantaine de kilomètres de l'arrivée, Michał Kwiatkowski (Ineos Grenadiers) attaque et prend un avantage de quelques secondes sur le reste du groupe. Quatre kilomètres plus loin, deux hommes partis en contre le rejoignent : Mattéo Vercher (TotalEnergies) et Victor Campenaerts (Lotto Dstny). Ce trio garde une avance constante et suffisante sur ses poursuivants et se dispute la victoire à Barcelonnette où Campenaerts s'impose facilement au sprint devant Vercher. Le peloton maillot jaune franchit la ligne d'arrivée avec 13 min 40 s de retard sur le vainqueur.

## Résultats
Cette section présente les résultats et prix obtenus au cours de l'étape.

### Classement de l'étape
| Classement de la 18e étape | Classement de la 18e étape | Classement de la 18e étape | Classement de la 18e étape | Classement de la 18e étape |
|                            | Coureur                    | Pays                       | Équipe                     | Temps                      |
| -------------------------- | -------------------------- | -------------------------- | -------------------------- | -------------------------- |
| 1er                        | Victor Campenaerts         | Belgique                   | Lotto Dstny                | en 4 h 10 min 20 s         |
| 2e                         | Mattéo Vercher             | France                     | TotalEnergies              | + 0 s                      |
| 3e                         | Michał Kwiatkowski         | Pologne                    | Ineos Grenadiers           | + 0 s                      |
| 4e                         | Toms Skujiņš               | Lettonie                   | Lidl-Trek                  | + 22 s                     |
| 5e                         | Oier Lazkano               | Espagne                    | Movistar Team              | + 22 s                     |
| 6e                         | Bart Lemmen                | Pays-Bas                   | Team Visma-Lease a Bike    | + 22 s                     |
| 7e                         | Krists Neilands            | Lettonie                   | Israel-Premier Tech        | + 22 s                     |
| 8e                         | Jai Hindley                | Australie                  | Red Bull-Bora-Hansgrohe    | + 22 s                     |
| 9e                         | Wout van Aert              | Belgique                   | Team Visma-Lease a Bike    | + 37 s                     |
| 10e                        | Michael Matthews           | Australie                  | Team Jayco AlUla           | + 37 s                     |
| modifier                   |                            |                            |                            |                            |

### Bonifications en temps
|   | Coureur            | Pays     | Équipe           | Secondes |
| - | ------------------ | -------- | ---------------- | -------- |
| 1 | Victor Campenaerts | Belgique | Lotto Dstny      | 10 s     |
| 2 | Mattéo Vercher     | France   | TotalEnergies    | 6 s      |
| 3 | Michał Kwiatkowski | Pologne  | Ineos Grenadiers | 4 s      |

### Points attribués
| Sprint intermédiaire Saint-Bonnet-en-Champsaur (km 83,5) | Sprint intermédiaire Saint-Bonnet-en-Champsaur (km 83,5) | Sprint intermédiaire Saint-Bonnet-en-Champsaur (km 83,5) | Sprint intermédiaire Saint-Bonnet-en-Champsaur (km 83,5) | Sprint intermédiaire Saint-Bonnet-en-Champsaur (km 83,5) |
| -------------------------------------------------------- | -------------------------------------------------------- | -------------------------------------------------------- | -------------------------------------------------------- | -------------------------------------------------------- |
|                                                          | Coureur                                                  | Pays                                                     | Équipe                                                   | Point(s)                                                 |
| 1er                                                      | Michael Matthews                                         | Australie                                                | Team Jayco AlUla                                         | 20                                                       |
| 2e                                                       | Toms Skujiņš                                             | Lettonie                                                 | Lidl-Trek                                                | 17                                                       |
| 3e                                                       | Georg Zimmermann                                         | Allemagne                                                | Intermarché-Wanty                                        | 15                                                       |
| 4e                                                       | Wout van Aert                                            | Belgique                                                 | Team Visma-Lease a Bike                                  | 13                                                       |
| 5e                                                       | Valentin Madouas                                         | France                                                   | Groupama-FDJ                                             | 11                                                       |
| 6e                                                       | Michał Kwiatkowski                                       | Pologne                                                  | Ineos Grenadiers                                         | 10                                                       |
| 7e                                                       | Bruno Armirail                                           | France                                                   | Decathlon-AG2R La Mondiale                               | 9                                                        |
| 8e                                                       | Alex Aranburu                                            | Espagne                                                  | Movistar Team                                            | 8                                                        |
| 9e                                                       | Victor Campenaerts                                       | Belgique                                                 | Lotto Dstny                                              | 7                                                        |
| 10e                                                      | Frank van den Broek                                      | Danemark                                                 | Team dsm-firmenich PostNL                                | 6                                                        |
| 11e                                                      | Geraint Thomas                                           | Royaume-Uni                                              | Ineos Grenadiers                                         | 5                                                        |
| 12e                                                      | Steff Cras                                               | Belgique                                                 | TotalEnergies                                            | 4                                                        |
| 13e                                                      | Sean Quinn                                               | États-Unis                                               | EF Education-EasyPost                                    | 3                                                        |
| 14e                                                      | Quentin Pacher                                           | France                                                   | Groupama-FDJ                                             | 2                                                        |
| 15e                                                      | Gregor Mühlberger                                        | Autriche                                                 | Movistar Team                                            | 1                                                        |
| modifier                                                 |                                                          |                                                          |                                                          |                                                          |

| Arrivée d'étape Barcelonnette (km 179,5) | Arrivée d'étape Barcelonnette (km 179,5) | Arrivée d'étape Barcelonnette (km 179,5) | Arrivée d'étape Barcelonnette (km 179,5) | Arrivée d'étape Barcelonnette (km 179,5) |
| ---------------------------------------- | ---------------------------------------- | ---------------------------------------- | ---------------------------------------- | ---------------------------------------- |
|                                          | Coureur                                  | Pays                                     | Équipe                                   | Point(s)                                 |
| 1er                                      | Victor Campenaerts                       | Belgique                                 | Lotto Dstny                              | 30                                       |
| 2e                                       | Mattéo Vercher                           | France                                   | TotalEnergies                            | 25                                       |
| 3e                                       | Michał Kwiatkowski                       | Pologne                                  | Ineos Grenadiers                         | 22                                       |
| 4e                                       | Toms Skujiņš                             | Lettonie                                 | Lidl-Trek                                | 19                                       |
| 5e                                       | Oier Lazkano                             | Espagne                                  | Movistar Team                            | 17                                       |
| 6e                                       | Bart Lemmen                              | Pays-Bas                                 | Team Visma-Lease a Bike                  | 15                                       |
| 7e                                       | Krists Neilands                          | Lettonie                                 | Israel-Premier Tech                      | 13                                       |
| 8e                                       | Jai Hindley                              | Australie                                | Red Bull-Bora-Hansgrohe                  | 11                                       |
| 9e                                       | Wout van Aert                            | Belgique                                 | Team Visma-Lease a Bike                  | 9                                        |
| 10e                                      | Michael Matthews                         | Australie                                | Team Jayco AlUla                         | 8                                        |
| 11e                                      | Dorian Godon                             | France                                   | Decathlon-AG2R La Mondiale               | 6                                        |
| 12e                                      | Quentin Pacher                           | France                                   | Groupama-FDJ                             | 5                                        |
| 13e                                      | Raúl García Pierna                       | Espagne                                  | Arkéa-B&B Hotels                         | 4                                        |
| 14e                                      | Alex Aranburu                            | Espagne                                  | Movistar Team                            | 3                                        |
| 15e                                      | Julien Bernard                           | France                                   | Lidl-Trek                                | 2                                        |
| modifier                                 |                                          |                                          |                                          |                                          |

### Cols et côtes
| Col du Festre (km 32,2) 3e catégorie (3,9 km à 6,3 %) | Col du Festre (km 32,2) 3e catégorie (3,9 km à 6,3 %) | Col du Festre (km 32,2) 3e catégorie (3,9 km à 6,3 %) | Col du Festre (km 32,2) 3e catégorie (3,9 km à 6,3 %) | Col du Festre (km 32,2) 3e catégorie (3,9 km à 6,3 %) |
| ----------------------------------------------------- | ----------------------------------------------------- | ----------------------------------------------------- | ----------------------------------------------------- | ----------------------------------------------------- |
|                                                       | Coureur                                               | Pays                                                  | Équipe                                                | Point(s)                                              |
| 1er                                                   | Oier Lazkano                                          | Espagne                                               | Movistar Team                                         | 2                                                     |
| 2e                                                    | Sean Quinn                                            | États-Unis                                            | EF Education-EasyPost                                 | 1                                                     |
| modifier                                              |                                                       |                                                       |                                                       |                                                       |

| Côte de Corps (km 57,5) 3e catégorie (2,1 km à 7,2 %) | Côte de Corps (km 57,5) 3e catégorie (2,1 km à 7,2 %) | Côte de Corps (km 57,5) 3e catégorie (2,1 km à 7,2 %) | Côte de Corps (km 57,5) 3e catégorie (2,1 km à 7,2 %) | Côte de Corps (km 57,5) 3e catégorie (2,1 km à 7,2 %) |
| ----------------------------------------------------- | ----------------------------------------------------- | ----------------------------------------------------- | ----------------------------------------------------- | ----------------------------------------------------- |
|                                                       | Coureur                                               | Pays                                                  | Équipe                                                | Point(s)                                              |
| 1er                                                   | Oier Lazkano                                          | Espagne                                               | Movistar Team                                         | 2                                                     |
| 2e                                                    | Richard Carapaz                                       | Équateur                                              | EF Education-EasyPost                                 | 1                                                     |
| modifier                                              |                                                       |                                                       |                                                       |                                                       |

| Col de Manse (km 97,3) 3e catégorie (5,1 km à 3,6 %) | Col de Manse (km 97,3) 3e catégorie (5,1 km à 3,6 %) | Col de Manse (km 97,3) 3e catégorie (5,1 km à 3,6 %) | Col de Manse (km 97,3) 3e catégorie (5,1 km à 3,6 %) | Col de Manse (km 97,3) 3e catégorie (5,1 km à 3,6 %) |
| ---------------------------------------------------- | ---------------------------------------------------- | ---------------------------------------------------- | ---------------------------------------------------- | ---------------------------------------------------- |
|                                                      | Coureur                                              | Pays                                                 | Équipe                                               | Point(s)                                             |
| 1er                                                  | Oier Lazkano                                         | Espagne                                              | Movistar Team                                        | 2                                                    |
| 2e                                                   | Richard Carapaz                                      | Équateur                                             | EF Education-EasyPost                                | 1                                                    |
| modifier                                             |                                                      |                                                      |                                                      |                                                      |

| Côte de Saint-Apollinaire (km 121) 3e catégorie (7,0 km à 5,5 %) | Côte de Saint-Apollinaire (km 121) 3e catégorie (7,0 km à 5,5 %) | Côte de Saint-Apollinaire (km 121) 3e catégorie (7,0 km à 5,5 %) | Côte de Saint-Apollinaire (km 121) 3e catégorie (7,0 km à 5,5 %) | Côte de Saint-Apollinaire (km 121) 3e catégorie (7,0 km à 5,5 %) |
| ---------------------------------------------------------------- | ---------------------------------------------------------------- | ---------------------------------------------------------------- | ---------------------------------------------------------------- | ---------------------------------------------------------------- |
|                                                                  | Coureur                                                          | Pays                                                             | Équipe                                                           | Point(s)                                                         |
| 1er                                                              | Tobias Johannessen                                               | Norvège                                                          | Uno-X Mobility                                                   | 2                                                                |
| 2e                                                               | Michał Kwiatkowski                                               | Pologne                                                          | Ineos Grenadiers                                                 | 1                                                                |
| modifier                                                         |                                                                  |                                                                  |                                                                  |                                                                  |

| \| Côte des Demoiselles Coiffées (km 139,1) 3e catégorie (3,6 km à 5,4 %) \| Côte des Demoiselles Coiffées (km 139,1) 3e catégorie (3,6 km à 5,4 %) \| Côte des Demoiselles Coiffées (km 139,1) 3e catégorie (3,6 km à 5,4 %) \| Côte des Demoiselles Coiffées (km 139,1) 3e catégorie (3,6 km à 5,4 %) \| Côte des Demoiselles Coiffées (km 139,1) 3e catégorie (3,6 km à 5,4 %) \| \| ---------------------------------------------------------------------- \| ---------------------------------------------------------------------- \| ---------------------------------------------------------------------- \| ---------------------------------------------------------------------- \| ---------------------------------------------------------------------- \| \| \| Coureur \| Pays \| Équipe \| Point(s) \| \| 1er \| Michał Kwiatkowski \| Pologne \| Ineos Grenadiers \| 2 \| \| 2e \| Richard Carapaz \| Équateur \| EF Education-EasyPost \| 1 \| \| modifier \| \| \| \| \| |                    |          |                       |          |
| Côte des Demoiselles Coiffées (km 139,1) 3e catégorie (3,6 km à 5,4 %) |                    |          |                       |          |
| | Coureur            | Pays     | Équipe                | Point(s) |
| 1er | Michał Kwiatkowski | Pologne  | Ineos Grenadiers      | 2        |
| 2e | Richard Carapaz    | Équateur | EF Education-EasyPost | 1        |
| modifier |                    |          |                       |          |

### Prix de la combativité
- Tobias Johannessen (Uno-X Mobility)

## Classements à l'issue de l'étape
Cette section présente le classement général et les différents classements annexes à l'issue de l'étape.

### Classement général
| Classement général | Classement général | Classement général | Classement général      | Classement général  |
|                    | Coureur            | Pays               | Équipe                  | Temps               |
| ------------------ | ------------------ | ------------------ | ----------------------- | ------------------- |
| 1er                | Tadej Pogačar      | Slovénie           | UAE Team Emirates       | en 74 h 45 min 27 s |
| 2e                 | Jonas Vingegaard   | Danemark           | Team Visma-Lease a Bike | + 3 min 11 s        |
| 3e                 | Remco Evenepoel    | Belgique           | Soudal Quick-Step       | + 5 min 9 s         |
| 4e                 | João Almeida       | Portugal           | UAE Team Emirates       | + 12 min 57 s       |
| 5e                 | Mikel Landa        | Espagne            | Soudal Quick-Step       | + 13 min 24 s       |
| 6e                 | Carlos Rodríguez   | Espagne            | Ineos Grenadiers        | + 13 min 30 s       |
| 7e                 | Adam Yates         | Royaume-Uni        | UAE Team Emirates       | + 15 min 41 s       |
| 8e                 | Giulio Ciccone     | Italie             | Lidl-Trek               | + 17 min 51 s       |
| 9e                 | Derek Gee          | Canada             | Israel-Premier Tech     | + 18 min 15 s       |
| 10e                | Santiago Buitrago  | Colombie           | Bahrain Victorious      | + 18 min 35 s       |
| modifier           |                    |                    |                         |                     |

| Classement par points | Classement par points | Classement par points | Classement par points   | Classement par points |
| --------------------- | --------------------- | --------------------- | ----------------------- | --------------------- |
|                       | Coureur               | Pays                  | Équipe                  | Point(s)              |
| 1er                   | Biniam Girmay         | Érythrée              | Intermarché-Wanty       | 387 points            |
| 2e                    | Jasper Philipsen      | Belgique              | Alpecin-Deceuninck      | 354 pts               |
| 3e                    | Bryan Coquard         | France                | Cofidis                 | 188 pts               |
| 4e                    | Anthony Turgis        | France                | TotalEnergies           | 163 pts               |
| 5e                    | Arnaud De Lie         | Belgique              | Lotto Dstny             | 161 pts               |
| 6e                    | Wout van Aert         | Belgique              | Team Visma-Lease a Bike | 152 pts               |
| 7e                    | Tadej Pogačar         | Slovénie              | UAE Team Emirates       | 136 pts               |
| 8e                    | Jonas Abrahamsen      | Norvège               | Uno-X Mobility          | 136 pts               |
| 9e                    | Pascal Ackermann      | Allemagne             | Israel-Premier Tech     | 118 pts               |
| 10e                   | Remco Evenepoel       | Belgique              | Soudal Quick-Step       | 112 pts               |
| modifier              |                       |                       |                         |                       |

| Classement du meilleur grimpeur | Classement du meilleur grimpeur | Classement du meilleur grimpeur | Classement du meilleur grimpeur | Classement du meilleur grimpeur |
| ------------------------------- | ------------------------------- | ------------------------------- | ------------------------------- | ------------------------------- |
|                                 | Coureur                         | Pays                            | Équipe                          | Point(s)                        |
| 1er                             | Tadej Pogačar                   | Slovénie                        | UAE Team Emirates               | 77 points                       |
| 2e                              | Jonas Vingegaard                | Danemark                        | Team Visma-Lease a Bike         | 58 pts                          |
| 3e                              | Remco Evenepoel                 | Belgique                        | Soudal Quick-Step               | 42 pts                          |
| 4e                              | Oier Lazkano                    | Espagne                         | Movistar Team                   | 41 pts                          |
| 5e                              | Richard Carapaz                 | Équateur                        | EF Education-EasyPost           | 37 pts                          |
| 6e                              | Jonas Abrahamsen                | Norvège                         | Uno-X Mobility                  | 36 pts                          |
| 7e                              | David Gaudu                     | France                          | Groupama-FDJ                    | 30 pts                          |
| 8e                              | Carlos Rodríguez                | Espagne                         | Ineos Grenadiers                | 24 pts                          |
| 9e                              | Ben Healy                       | Irlande                         | EF Education-EasyPost           | 21 pts                          |
| 10e                             | Tobias Johannessen              | Norvège                         | Uno-X Mobility                  | 19 pts                          |
| modifier                        |                                 |                                 |                                 |                                 |

| Classement général du meilleur jeune | Classement général du meilleur jeune | Classement général du meilleur jeune | Classement général du meilleur jeune | Classement général du meilleur jeune |
|                                      | Coureur                              | Pays                                 | Équipe                               | Temps                                |
| ------------------------------------ | ------------------------------------ | ------------------------------------ | ------------------------------------ | ------------------------------------ |
| 1er                                  | Remco Evenepoel                      | Belgique                             | Soudal Quick-Step                    | en 74 h 50 min 36 s                  |
| 2e                                   | Carlos Rodríguez                     | Espagne                              | Ineos Grenadiers                     | + 8 min 21 s                         |
| 3e                                   | Santiago Buitrago                    | Colombie                             | Bahrain Victorious                   | + 13 min 26 s                        |
| 4e                                   | Matteo Jorgenson                     | États-Unis                           | Team Visma-Lease a Bike              | + 17 min 9 s                         |
| 5e                                   | Ben Healy                            | Irlande                              | EF Education-EasyPost                | + 34 min 24 s                        |
| 6e                                   | Javier Romo                          | Espagne                              | Movistar Team                        | + 51 min 14 s                        |
| 7e                                   | Ilan Van Wilder                      | Belgique                             | Soudal Quick-Step                    | + 1 h 11 min 35 s                    |
| 8e                                   | Jordan Jegat                         | France                               | TotalEnergies                        | + 1 h 25 min 27 s                    |
| 9e                                   | Tobias Johannessen                   | Norvège                              | Uno-X Mobility                       | + 1 h 26 min 2 s                     |
| 10e                                  | Oscar Onley                          | Royaume-Uni                          | Team dsm-firmenich PostNL            | + 1 h 47 min 53 s                    |
| modifier                             |                                      |                                      |                                      |                                      |

| Classement par équipes | Classement par équipes     | Classement par équipes | Classement par équipes |
|                        | Équipe                     | Pays                   | Temps                  |
| ---------------------- | -------------------------- | ---------------------- | ---------------------- |
| 1re                    | UAE Team Emirates          | Émirats arabes unis    | en 224 h 41 min 24 s   |
| 2e                     | Team Visma-Lease a Bike    | Pays-Bas               | + 27 min 57 s          |
| 3e                     | Ineos Grenadiers           | Royaume-Uni            | + 52 min 14 s          |
| 4e                     | Soudal Quick-Step          | Belgique               | + 59 min 21 s          |
| 5e                     | Lidl-Trek                  | États-Unis             | + 1 h 29 min 3 s       |
| 6e                     | Movistar Team              | Espagne                | + 1 h 39 min 10 s      |
| 7e                     | EF Education-EasyPost      | États-Unis             | + 2 h 8 min 8 s        |
| 8e                     | Bahrain Victorious         | Bahreïn                | + 2 h 11 min 47 s      |
| 9e                     | Red Bull-Bora-Hansgrohe    | Allemagne              | + 2 h 17 min 45 s      |
| 10e                    | Decathlon-AG2R La Mondiale | France                 | + 2 h 34 min 20 s      |
| modifier               |                            |                        |                        |

## Abandons
Aucun coureur n'a abandonné.